# Шваниц, Вольфганг Г.
 Во́льфганг Г. Шва́ниц  (нем. Wolfgang G. Schwanitz; род. 1955, Магдебург) — немецкий арабист, экономист и историк Ближнего Востока, занимающийся в Германии и в Соединённых Штатах Америки исследовательской деятельностью и преподаванием. Известен своими публикациями о международных отношениях между арабами, евреями и немцами, Германией и Ближним Востоком, Америкой, Ближним Востоком и Европой, а также исследованиями по исламской проблематике.

## Биография
Вольфганг Г. Шваниц, будучи сыном восточногерманского дипломата, вырос в Каире. В Берлине учился в Гимназии им. Макса Планка. Aрабистику и экономику изучал в Лейпцигском университете в 1977—1982 годах. Там же в 1985 году защитил диссертацию об экономической политике «открытых дверей» (Infitâh) в Египте. Затем до 1990 года руководил исследовательской группой по истории Ближнего и Среднего Востока в Академии наук ГДР.
После объединения Германии и до 1995 года работал в Центре исследования современного Востока, основанного Обществом Макса Планка в качестве одного из институтов-преемников Берлинской академии наук (в настоящее время — Центр «Современный Восток»). Кроме того, в 1988—2000 годах читал лекции по истории Арабо-израильского конфликта и международным отношениям Германии и Америки со странами Ближнего Востока в Университете имени Гумбольдта, Свободном университете Берлина и Потсдамском университете. В 2004—2008 годах преподавал всемирную историю и арабский язык в Берлингтонском окружном колледже (г. Пембертон, штат Нью-Джерси, США), в Райдер университете (г. Лоренсевилл, Нью-Джерси) и Принстонском университете. В 1998—2006 годах являлся свободным сотрудником Немецкого института Востока в Гамбурге (сейчас — Институт глобальных и региональных исследований — GIGA Institut); с 2007 года — приглашённый профессор в Центре глобальных исследований в международных делах в Герцлии, Израиль (2007—2017 Hochberg Family), а в 2014—2017 годах Hochberg Family Writing Fellow в Средневосточном форуме (Middle East Forum) в Филадельфии, Пенсильвания.
В 1991 году В. Г. Шваниц — стипендиат Совета по международным исследованиям и обменам (International Research and Exchanges Board) в Принстоне, Нью-Джерси, Вашингтоне и Нью-Йорке. После этого, в 1992—1993 годах занимался исследованиями в Египте и Израиле в качестве приглашённого стипендиата Французского центра Ближнего Востока (CEDEJ) в Каире. Позже — приглашённый сотрудник Принстонского университета (1995—1997) и Немецко-американского центра Немецкого исторического института в Вашингтоне (1998). На факультете ближневосточных исследований Принстонского университета В. Г. Шваниц завершил двухтомное издание о немцах после 1945 года на Ближнем Востоке и издал книгу Августа Бебеля о мусульманско-арабском культурном периоде (1884—1889). В своей работе по истории Немецкого Восточного банка, являвшегося в 1906—1946 годах Акционерным обществом под эгидой Дрезднер банка, В. Г. Шваниц на основе немецких, ближневосточных и американских источников показал, как нацисты продавали в Турцию золото, украденное, прежде всего, у евреев в Европе, и полученные от этого средства использовали на свою подрывную деятельность на Ближнем и Среднем Востоке..
В начале 1990-х годов опубликовал ряд работ о недостатке критике, восточно- и западногерманской политике на Ближнем Востоке и позиции Израиля, объединении и востоковедении, арабской перестройке, о дебатах по поводу войны в Персидском заливе, вопросам террора на Ниле, о недостатках марксизма.. В 1993 году В. Г. Шваниц принял участие в создании Немецкой рабочей группы «Ближний Восток». Он также являлся основателем и руководителем в 1987—1995 годах «Берлинских восточных бесед», где в 1990—1995 годах представлял Немецко-египетское общество. В Америке с 2000 года В. Г. Шваниц занимается проблемами американской, а также немецкой ближневосточной и исламской политики с точки зрения регионально-исторической компаративистики Америка — Ближний Восток — Европа.

## Достижения
В. Г. Шваниц провел четыре национальных и два международных коллоквиума по следующим проблемам:
- архивы, имеющие отношение к Ближнему Востоку (Гота, 1989);
- немецкие исследования по Ближнему Востоку, а также об арабах, евреях и немцах (Берлин, 1990, 1993);
- 125-летие Суэцкого канала (Лауххаммер, 1995);
- Германия и Египет (Каир, 1996);
- Третий рейх и Ближний Восток (Вашингтон, 2001).

Кроме того, выступал с докладами на двадцати международных и двадцати пяти национальных конференциях, в частности, на 17-м Мировом конгрессе историков в Мадриде в 1990 г., а также на коллоквиумах в Париже (1994, 2004), Каире (1996), Вашингтоне (1998, 2001), Мюнхене (2006), Принстоне (1996, 1998, 2008) и Нанси 2009.
Результаты своих исследований он изложил в книгах, выступая в качестве автора пяти монографий и семидесяти разделов книг, а также в качестве издателя десяти книг по истории Ближнего и Среднего Востока в свете международных отношений с 1798 г., с момента вторжения Наполеона в Египет и Сирию. В. Г. Шваниц вносит свой вклад в энциклопедические словари, например, «Историко-критический словарь марксизма» (Wörterbuch des Marxismus) и «Справочник антисемитизма» (Handbuch des Antisemitismus). Кроме того, он принимал участие в подготовке фильмов о Саддаме Хусейне (History Channel, 2005), о «святой войне» германского императора Вильгельма (ARD, 2005), национал-социалистах и исламизме (Bayerischer Rundfunk, 2006), о великом муфтии Палестины Амин аль-Хусейни (NDR, WDR, SWR, Arte, 2009, 2010), а также об этом лидере исламистов во время Второй мировой войны в Берлине и в г. Ойбине в 1941—1945 годах (MDR, 2016). 

## Труды

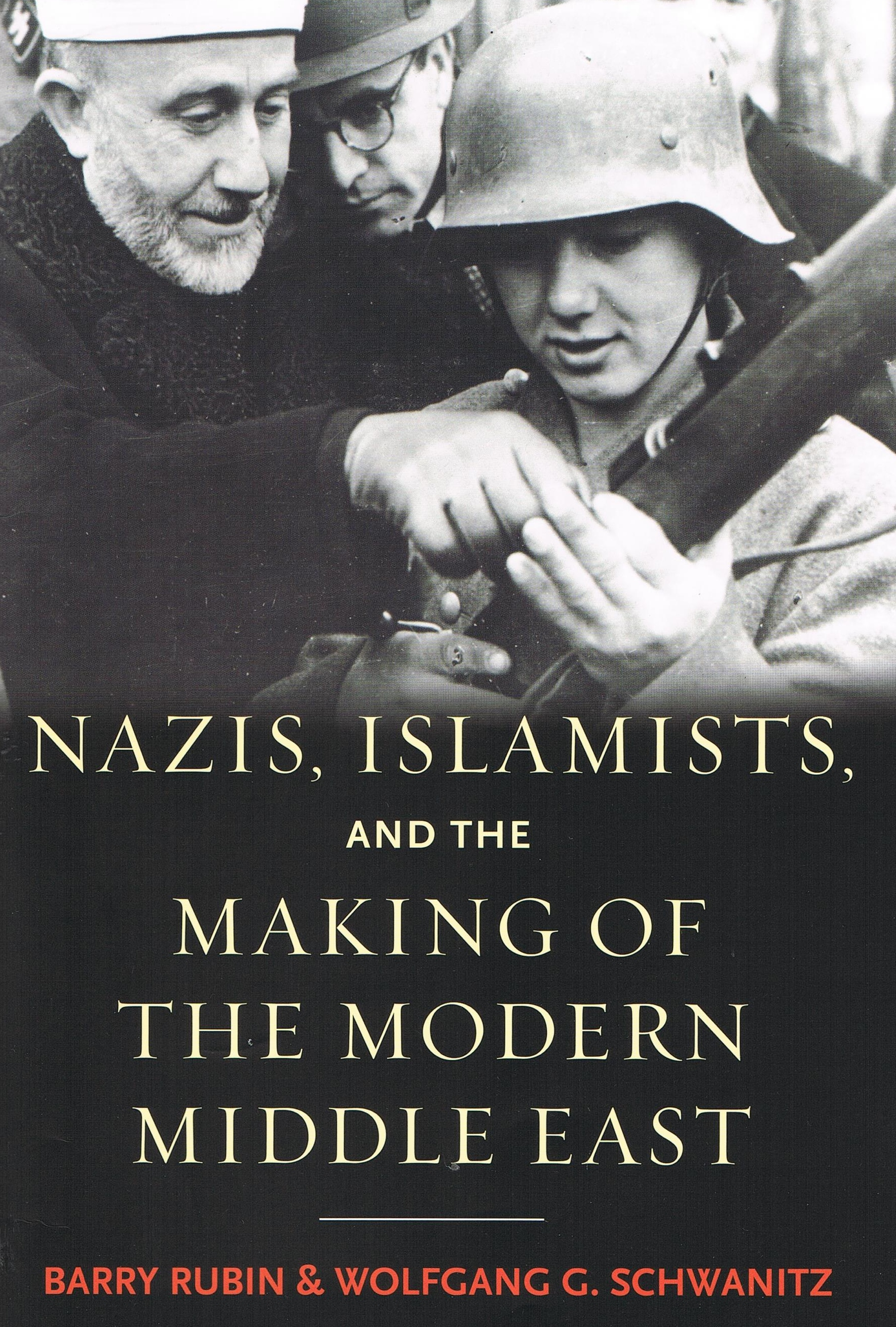
Обложка изданной Вольфгангом Г. Шваницем книги «Нацисты, исламисты и становление современного Среднего Востока»

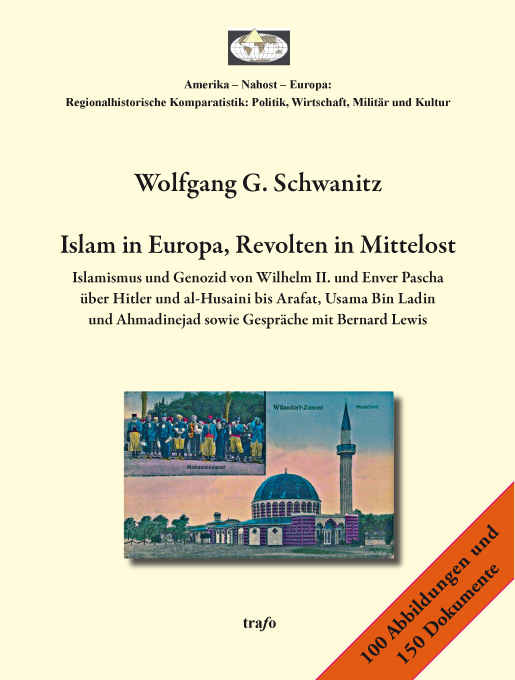
Обложка изданной Вольфгангом Г. Шваницем книги «Ислам в Европе, мятежи на Среднем Востоке»

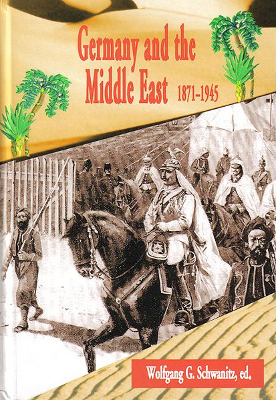
Обложка изданной Вольфгангом Г. Шваницем книги «Германия и Средний Восток, 1871—1945»

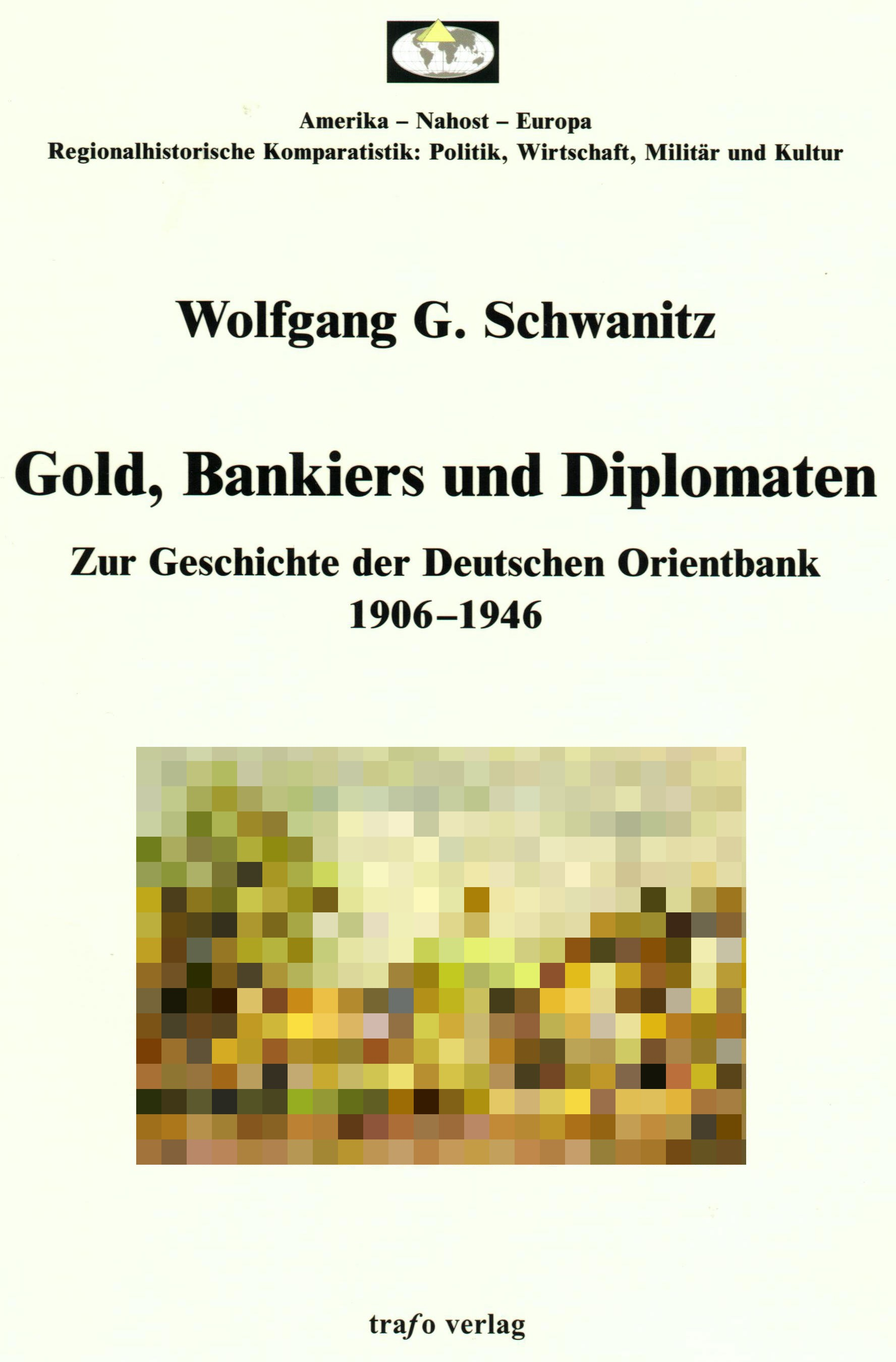
Обложка изданной Вольфгангом Г. Шваницем книги «Золото, банкиры и дипломаты: к истории Немецкого Восточного банка, 1906—1946»

### Избранные книги
- Средневосточная мозаика 2014 г. Выборы в Афганистане, противоракетная война Израиля, Халифат Ирак-Сирия и Барак Х. Обама, Папа Римский Франциск и Ангела Меркель (Afghanistan's Elections, Israel's Anti-Missile War, Caliphate Iraq-Syria and Barack H. Obama, Pope Francis and Angela Merkel. Berlin:  Trafo-Wissenschaftsverlag Weist 2016. — ISBN 978-3-86464-102-2)
- Средневосточная мозаика 2013 г. Мятеж в Египте, гражданская война в Сирии, ядерная сделка с Ираном, Барак Х. Обама, Абдул-Фаттах Ас-Сиси и Ангела Меркель (Egypt's Revolt, Syria's Civil War, Iran's Nuclear Deal, Barack H. Obama, Abd al-Fattah as-Sisi and Angela Merkel. Berlin: Trafo-Wissenschaftsverlag Weist 2015. — ISBN 978-3-86464-009-4)
- Нацисты, исламисты и становление современного Среднего Востока (Nazis, Islamists, and the Making of the Modern Middle East. New Haven & London: Yale University Press 2014, with Barry M. Rubin. — ISBN 978-0-300-14090-3)
  - на нидерландском: Nazi's, Islamisten en het moderne Midden-Oosten. Groningen: Uitgeverij de blauwe tijger 2017. — ISBN                                978-94-9216-148-2
  - на польском: Hitlerowcy, islamiści i narodziny nowożytnego Bliskiego Wschodu. Kraków: Vis-à-vis/Etiuda 2014. — ISBN 978-83-7998-020-8
  - на венгерском: Nácik iszlamisták és a modern Közel-Kelet megteremtése. Budapest: Patmos Records 2014. — ISBN 978-61-5552-260-2.
- Ислам в Европе, мятежи на Среднем Востоке. Исламизм и геноцид от Вильгельма II. и Энвера-паши через Гитлера и аль-Хусейни до Арафата, Усамы бен Ладена и Ахмадинежада, а также разговоры с Бернардом Льюисом. (Islam in Europa, Revolten in Mittelost. Islamismus und Genozid von Wilhelm II. und Enver Pasha über Hitler und al-Husaini bis Arafat, Usama Bin Ladin und Ahmadinejad sowie Gespräche mit Bernard Lewis. Berlin: Trafo-Wissenschaftsverlag Weist 2013, 2014 (2. изд.). — ISBN 978-3-86464-018-6).
- Германия и Средний Восток в период холодной войны (Deutschland und der Mittlere Osten im Kalten Krieg, (Hrsg.), Leipzig: Leipziger Univ. Verl. 2006. — ISBN 978-3-86583-144-6)
- Германия и Средний Восток, 1871—1945 (Germany And The Middle East, 1871—1945, (Hrsg.), Princeton : Wiener 2004. — ISBN 1-55876-299-X; Madrid : Iberoamericana 2004. — ISBN 84-8489-169-0; Frankfurt am Main: Vervuert 2004. — ISBN 3-86527-157-X)
- Германия и Средний Восток, 1871—1945 (Germany and the Middle East, 1871—1945, Princeton Papers of Middle Eastern Studies (Hrsg.), Princeton : Wiener 2004. — ISSN 1084-5666)
- Германия и Средний Восток (Deutschland und der Mittlere Osten, (Hrsg.), Leipzig: Leipziger Univ. Verl. 2004. — ISBN 3-937209-48-4)
- Золото, банкиры и дипломаты: к истории Немецкого Восточного банка, 1906—1946 (Gold, Bankiers und Diplomaten: zur Geschichte der Deutschen Orientbank 1906—1946, Berlin: Trafo Verl. Weist 2002. — ISBN 3-89626-288-2)
- Август Бебель: мусульманско-арабский культурный период (August Bebel : Die Mohammedanisch-Arabische Kulturperiode, (Hrsg.), Berlin: Edition Ost 1999. — ISBN 3-929161-27-3)
- Египет и Германия в XIX и XX веках (Egypt and Germany in the 19th and 20th Century, (Hrsg. mit Wagih Atiq), Kairo: Dar ath-Thaqafa 1998. — ISBN 977-19-3703-0
- 125 лет Суэцкому каналу — лауххаммеровское чугунное литьё на Ниле (125 Jahre Sueskanal — Lauchhammers Eisenguß am Nil, (Hrsg.), Hildesheim ; Zürich ; New York : Olms 1998. — ISBN 3-487-10315-X)
- Немцы на Ближнем Востоке, 1946—1956 (Deutsche in Nahost 1946—1956, Frankfurt am Main, Washington DC: Haensel-Hohenhausen 1998, Bd. I. — ISBN 3-8267-2553-0, Bd. II. — ISBN 3-8267-2554-9)
- По ту сторону легенд: арабы, евреи, немцы (Jenseits der Legenden : Araber, Juden, Deutsche, (Hg.), Berlin: Dietz 1994. — ISBN 3-320-01839-6)
- Берлин-Каир: в то время и сегодня: к истории немецко-египетских отношений (Berlin-Kairo : damals und heute; zur Geschichte deutsch-ägyptischer Beziehungen, (Hrsg.), Berlin : DÄG 1991)
- Египетская политика «открытых дверей» (Ägyptens Infitah-Politik der offenen Tür, Leipzig: Diss. Afrika-Nahostwissenschaften 1984)

### Избранные публикации
- Джихад во Второй мировой войне (Jihad in World War One. Webversion 3-2018   (англ.))
- Оттоманская Декларация Бальфура Талаата-паши (Talat's Ottoman Balfour Declaration. Webversion 12-2017  (англ.))
- Поддержка Гиммлера Амину Аль-Хусейни (Himmler's Boost for al-Husaini. Webversion 4-2017  (англ.))
- Разгневанные немцы, неспособные лидеры (Angry Germans, Inept Leaders. Webversion 1-2016  (англ.))
- Британские просчёты, мусульманский национализм (British Miscalculations, Muslim Nationalism. Webversion 5-2015  (англ.))
- Сионизм, великий муфтий и Холокост (Zionism, the Grand Mufti and the Holocaust. Webversion 7-2014 (англ.))
- От станции «Z» к Иерусалиму (From Station Z to Jerusalem. Webversion 6-2014 (англ.))
- Америка, Израиль и Крым: Пять лет без решительного руководства на Западе (Amerika, Israel und die Krim: Fünf Jahre ohne resolute Führung im Westen. Webversion 3-2014 (нем.))
- Обама, Нетаньяху, Рухани и Ас-Сиси: Поиски мира, мятежи и реформирование иджтихадa (Obama, Netanjahu, Ruhani und as-Sisi: Friedenssuche, Revolten und Ijtihad-Reformation. Webversion 3-2014 (нем.))
- Обама и Меркель к проблеме Среднего Востока: Универсальные ценности, но различные подходы в соперничестве наций (Obama und Merkel zu Mittelost: Universelle Werte, aber geteilte Ansätze im Wettstreit der Nationen. Webversion 2-2014 (нем.))
- Лоуренс vs. Оппенхайм Аравийский: История победителей, ещё не поведанная побеждённым (Oppenheim von Arabien: Geschichte der Sieger — die der Verlierer ist noch unerzählt. Webversion 12-2013 (нем.))
- Демократический государственный переворот в Каире (Demokratischer Staatsstreich in Kairo: Der Westen singt das Lied der Islamisten, Webversion 7-2013 (нем.))
- Прощай, Мухаммед Мурси: сторонники оппозиционного движения «Тамарруд» отстраняют исламистов от власти (Adieu Muhammad Mursi: Tamarrud-Korrekturrevolte soll den Islamisten absetzen, Webversion 7-2013 (нем.))
- Надежда Америки: Сделать лучшее из победы на выборах Обамы (Amerikas Hoffnung: Das Beste aus Obamas Wahlsieg machen, Webversion 11-2012 (нем.))
- Мусульмане Гитлера (Hitlers Muslime, Webversion 4-2012 (нем.))
- Дефисная самоидентификация Инана Тюркмена (Inan Türkmens Bindestrichidentität, Webversion 4-2012 (нем.))
- Рик Санторум (Rick Santorum, Webversion 4-2012  (нем.))
- Casus belli для иранских исламистов (Casus belli für Irans Islamisten, Webversion 1-2012  (нем.))
- Закат режима Асада (Abendröte des al-Asad-Regimes, Webversion 12-2011  (нем.))
- Аденауэр в Нью-Йорке, Павельке в Каире (Adenauer in New York, Pawelke in Kairo, Webversion 7-2011  (нем.))
- Иран во Второй мировой войне (Iran im Zweiten Weltkrieg, Webversion 7-2011  (нем.))
- Первая мечеть в Мюнхене (Erste Münchner Moschee, Webversion 6-2011  (нем.))
- Бернард Льюис и конец истории Среднего Востока (Bernard Lewis und das Ende der Mittelostgeschichte, Webversion 6-2011  (нем.))
- Папа римский Бенедикт и мусульмане (Papst Benedikt und Muslime, Webversion 1-2011  (нем.))
- Всемирный муфтий аль-Кардави (Global Mufti al-Qaradawi, Webversion 12-2010  (англ.))
- Нацисты, евреи и Советы (Nazis, Jews and Soviets, Webversion 10-2010  (англ.))
- Вера и власть, религия и политика (Faith and Power, Religion and Politics, Webversion 8-2010  (нем.))
- Реакция арабов в отношении Холокоста (Arab Responses to the Holocaust, Webversion 6-2010  (англ.))
- Немцы, ядерное оружие и муллы (Germans, Nukes and Mullahs, Webversion 5-2010  (англ.))
- Америка и Третий рейх (America and the Third Reich, Webversion 5-2010  (англ.))
- Ясир Арафат (Yasir Arafat, Webversion 5-2010  (англ.))
- Нацисты спасаются бегством (Nazis On The Run, Webversion 5-2010  (англ.))
- Анвар Садат (Anwar as-Sadat, Webversion 4-2010 (нем.))
- Гамаль Абдель Насер (Abd an-Nasir, Webversion 4-2010  (нем.))
- Амин аль-Хусейни (Amin al-Husaini, Webversion 4-2010  (нем.))
- Сталин, Рузвельт и Черчилль в Иране (Stalin, Roosevelt und Churchill in Iran, Webversion 4-2010  (нем.))
- Биография пророка Мухаммеда, написанная Эссад Беем (Essad Beys Biographie des Propheten Muhammad, Websversion 9-2010  (нем.))
- Бернард Льюис, Европа в конце столетия будет исламской (Webversion 4-2010  (рус.))
- Маттиас Кюнцель, немцы и Иран (Matthias Küntzel, die Deutschen und der Iran, Webversion 1-2010  (нем.))
- Демократию завоевать, демократии добиться (Demokratie erstreiten, Demokratie ertrotzen, Webversion 12-2009  (нем.))
- Переживающий бум арабский язык (Boomendes Arabisch, Webversion 8-2009  (нем.))
- Насер на Рейне или Ульбрихт на Ниле?(Nasser am Rhein oder Ulbricht am Nil? Webversion 8-2009  (нем.))
- Сталин в Мекке (Stalin in Mecca, Webversion 8-2009  (нем.))
- Восточногерманская политика на Среднем Востоке (Le bâton RDA: La politique est-allemande au Moyen-Orient, Webversion 5-2009  (фр.))
- Московские ночи на Среднем Востоке (Moskauer Nächte in Mittelost, Webversion 4-2009  (нем.))
- Хонеккер знал о нападении на Израиль (Honecker wusste um Angriff auf Israel, Webversion 4-2009  (нем.))
- Шейх и Шоа (The Schaikh and The Shoah, Webversion 4-2009  (англ.))
- Германо-кувейтские отношения (German-Kuwaiti Relations, Webversion 3-2009  (нем.))
- «Евроислам» (Euro-Islam, Webversion 3-2009  (нем.))
- C Нагибом Махфузом в кафе «Карнак» (Mit Nagib Machfus im Karnak-Café, Webversion 3-2009  (нем.))
- Гельмут Коль и Средний Восток (Helmut Kohl und Mittelost, Webversion 3-2009  (нем.))
- Западничество по Хасану Ханафи (Occidentalistics by Hasan Hanafi, Webversion 10-2008  (нем.))
- Бонн и Восточный Берлин на Среднем Востоке (Bonn und Ostberlin in Mittelost, Webversion 8-2008  (нем.))
- Святая война императора Вильгельма (Kaiser Wilhelms heiliger Krieg, Webversion 8-2008  (нем.))
- Амин аль-Хусейни и Третий рейх (Amin al-Husaini und das Dritte Reich, Webversion 5-2008  (нем.))
- Америка — Средний Восток — Европа: немецкий пример (Amerika-Mittelost-Europa: das deutsche Beispiel, Webversion 5-2008  (нем.))
- Август Бебель и Средний Восток (August Bebel und Mittelost, Webversion 12-2007  (нем.))
- Ближневосточная ретроспектива Фрица Гробба (Nahostpolitische Retrospektive Fritz Grobbas, Webversion 9-2007  (нем.))
- Гюнтер Павельке и египетско-израильский мир (Günter Pawelke und der Frieden Ägypten-Israel, Webversion 9-2007  (нем.))
- Герхард Барклейт и Манфред фон Арденне (Gerhard Barkleit und Manfred von Ardenne, 9-2007  (нем.))
- Ненаписанная исламская политика Америки (Amerikas ungeschriebene Islampolitik, Webversion 9-2006, 10-2006  (нем.))
- Немцы и палестинцы в Холодной войне (Deutsche und Palästinenser im Kalten Krieg, Webversion 3-2005  (нем.))
- Горько-сладкий имидж Америки (Das bittersüße Image Amerikas, Webversion 11-2004  (нем.))
- Берлинская джихадизация ислама (Die Berliner Jihadisierung des Islam, Webversion 10-2004  (нем.))
- Немецкая ближневосточная политика (Deutsche Nahostpolitik, Webversion 2-2004  (нем.))